# Claudina Marek
Claudina Marek (Paraná, Entre Ríos, 15 de octubre de 1946-Diamante, 30 de enero de 2016) fue una maestra y escritora argentina.

## Biografía
Fue maestra normal nacional, trabajó durante 24 años en jardines de infantes y escuelas primarias.
Escribió Amor de mujeres: el lesbianismo en la Argentina hoy coescrito con Ilse Fuskova en 1946.
En 1998 estudió grabado en la Escuela Nacional de Bellas Artes Prilidiano Pueyrredón.
Claudina fue activista a partir de los años 90 por los derechos de la diversidad, con su pareja de Ilse Fuskova.

### Libro
- 1994, Amor de mujeres (con Ilse Fuskova, reeditado en 2013).

“El cuerpo de la mujer es sagrado, no para alguna deidad lejana, sino para ella misma”.
Claudina Marek, junio de 1996.